# Oswald Lewis
Oswald Lewis (ur. 30 lipca 1944 w Kemmannu) – indyjski duchowny rzymskokatolicki, w latach 2005-2023 biskup Jaipur.